# Earl Sweatshirt
 (février 2022).
Earl Sweatshirt, de son vrai nom Thebe Neruda Kgositsile (né le 24 février 1994 à Chicago, dans l'Illinois), est un rappeur américain, membre du collectif hip-hop Odd Future. Il est signé au label Columbia Records, et possède son propre label Tan Cressida. Earl se popularise grâce à sa première mixtape, intitulée Earl. Après cette publication, il est envoyé dans une école aux Samoa par sa mère jusqu'à ses 18 ans. Le 20 août 2013, il publie son premier album, Doris. Le 23 mars 2015, la version numérique du second album d'Earl, I Don't Like Shit, I Don't Go Outside est publiée ; la version physique est publiée le 14 avril 2015.

## Biographie

### Jeunesse
Earl Sweatshirt naît à Chicago dans l'Illinois. Il s'installe à Los Angeles avec ses parents quelques années après sa naissance. Il est le fils de Cheryl Harris, professeur de droit à l'université de Californie, et de Keorapetse Kgositsile, poète et militant politique sud-africain qui quitte le foyer alors qu'Earl est âgé de six ans.

### Earlet Samoa (2009–2011)
En 2009, Tyler, The Creator découvre Earl Sweatshirt, connu à l'époque sous le nom de Sly Tendencies, par le biais de son compte Myspace, alors que celui-ci enregistre des morceaux pour sa mixtape Kitchen Cutlery. La mixtape ne verra jamais le jour et Earl finit par rejoindre le groupe de Tyler, Odd Future. Earl et son nouveau groupe Odd Future apparaissent dans des magazines tels que Spin, Billboard ou encore The Fader. Le 31 mars 2010, Earl publie sa première mixtape, Earl, en téléchargement gratuit sur le site d'Odd Future[source secondaire souhaitée], Tyler, The Creator produisant la majorité des titres. Le magazine Complex le classe à la 24e place des 25 meilleurs albums de 2010.
En 2010 il annonce travailler sur un Album avec Tyler nommé EARLWOLF selon Tyler l'album devait être un album concept inspiré de Madvillainy de Madvillain (MF DOOM et Madlib ) mais Earl part aux Samoa et l'album est mis en suspens.
Fin 2010, et malgré des critiques élogieuses, différentes sources indiquent qu'Earl ne fait plus de musique avec Odd Future,. Des messages de Tyler, The Creator sur Twitter et Formspring laissent entendre que la mère d'Earl ne veut plus que ce dernier fasse de musique. Plus tard, Earl déclarera, lors d'une interview, que sa mère l'a envoyé aux Samoa, non pas en raison de la musique qu'il faisait et des paroles qu'il écrivait, mais parce qu'elle voulait lui éviter de s'attirer des ennuis. Aux Samoa, il fréquente la Coral Reef Academy, une école spécialisée pour les jeunes « à risques ». Là-bas, il lit la biographie de Malcolm X écrite par Manning Marable et L'avenir n'est plus ce qu'il était, le roman de l'artiste de la contre-culture Richard Fariña. Il écrit également des rimes, notamment le morceau Oldie qui sera sa seule contribution sur l'album The OF Tape Vol. 2.
Le 1er décembre 2011, trois titres inédits d'Earl sont publiés sur la mixtape Odd Future Unreleased.

### Retour des Samoa etDoris(2012–2013)

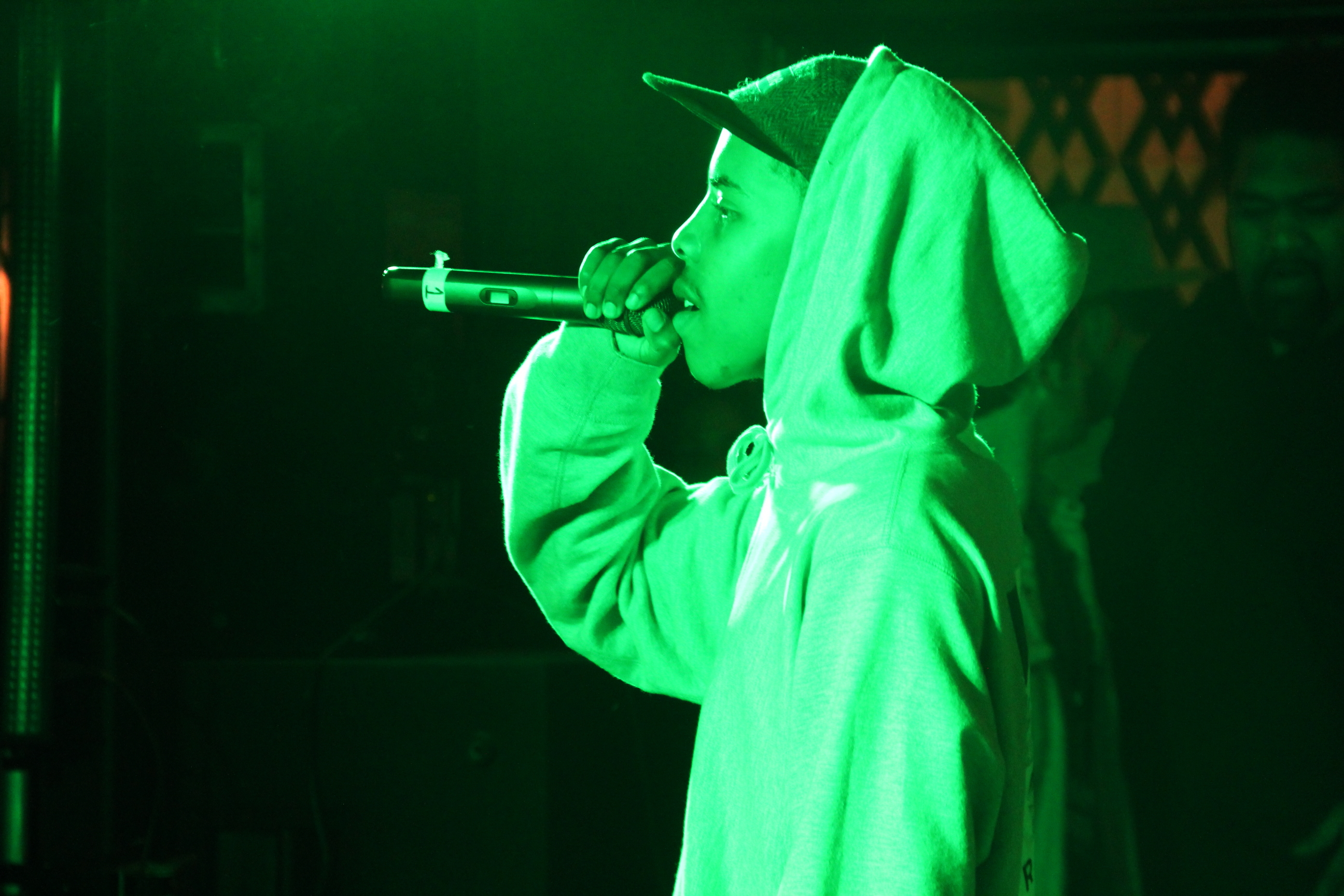
Earl Sweatshirt en concert en mars 2013.

Le 8 février 2012, des rumeurs sur Internet laissent entendre qu'Earl est rentré aux États-Unis, rumeurs confirmées par l'intéressé lui-même sur son compte Twitter[source secondaire souhaitée]. Le 15 mars 2012, Earl indique qu'il participera à l'album The OF Tape Vol. 2 avec sa chanson Oldie. Quelques jours plus tard, il apparaît dans le clip du morceau, aux côtés des autres membres d'Odd Future[source secondaire souhaitée].
Après sa longue absence, Earl se produit avec le groupe au Hammerstein Ballroom, à New York, le 20 mars 2012. En avril 2012, il crée son propre label, Tan Cressida, distribué par Columbia Records. En juillet 2012, Earl apparaît sur Super Rich Kids, un titre extrait de l'album de Frank Ocean, Channel Orange, ainsi que sur Elimination Chamber, premier single de No Idols, l'album de Domo Genesis et The Alchemist, en featuring avec Vince Staples et Action Bronson. Le 2 novembre 2012, il publie Chum, son premier single depuis son retour des Samoa. Quelques jours plus tard, il déclare, via Twitter, que ses deuxième et troisième albums s'intituleront respectivement Doris et Gnossos[source secondaire souhaitée].
L'album Doris sort le 20 août 2013 et comprend des productions de BadBadNotGood, Christian Rich, Chad Hugo, Frank Ocean, Matt Martians, Michael « Uzi » Uzowuru, The Neptunes, RZA, Samiyam, Tyler, the Creator et The Alchemist[source secondaire souhaitée]. Le 22 août 2013, il effectue en compagnie de Tyler, The Creator et Kendrick Lamar, la première partie du concert d'Eminem au Stade de France[source secondaire souhaitée].

### I Don't Like Shit, I Don't Go Outside(depuis 2014)
Le 10 octobre 2014, Earl confirme la suite de son album Doris. Le 5 novembre 2014, il publie une nouvelle chanson intitulée 45 produite par The Alchemist.
Le 14 février 2015, Earl lance une nouvelle chanson, Quest/Power sur SoundCloud. Le 16 mars 2015, le second album d'Earl, I Don't Like Shit, I Don't Go Outside est disponible en précommande sur iTunes Store sans annonce officielle. L'album est publié le 23 mars 2015, uniquement en version numérique, la version physique étant publiée le 14 avril 2015. Il est entièrement produit par lui-même, sous le pseudonyme randomblackdude, à l'exception de deux titres coproduits par Left Brain[source secondaire souhaitée]. Earl explique lors d'un entretien avec NPR que lui-même ne connaissait pas la date de publication de son album prévu par son label.

## Discographie

### Albums studio
- 2013 : Doris
- 2015 : I Don't Like Shit, I Don't Go Outside
- 2018 : Some Rap Songs
- 2022 : Sick!

### EP
- 2015 : Solace
- 2019 : Feet of Clay

### Mixtape
- 2010 : Earl

### Albums collaboratifs
- 2012 : The OF Tape Vol. 2 (avec Odd Future)
- 2023 : Voir Dire (avec The Alchemist)